# Lista najlepiej sprzedających się gier na PlayStation 5

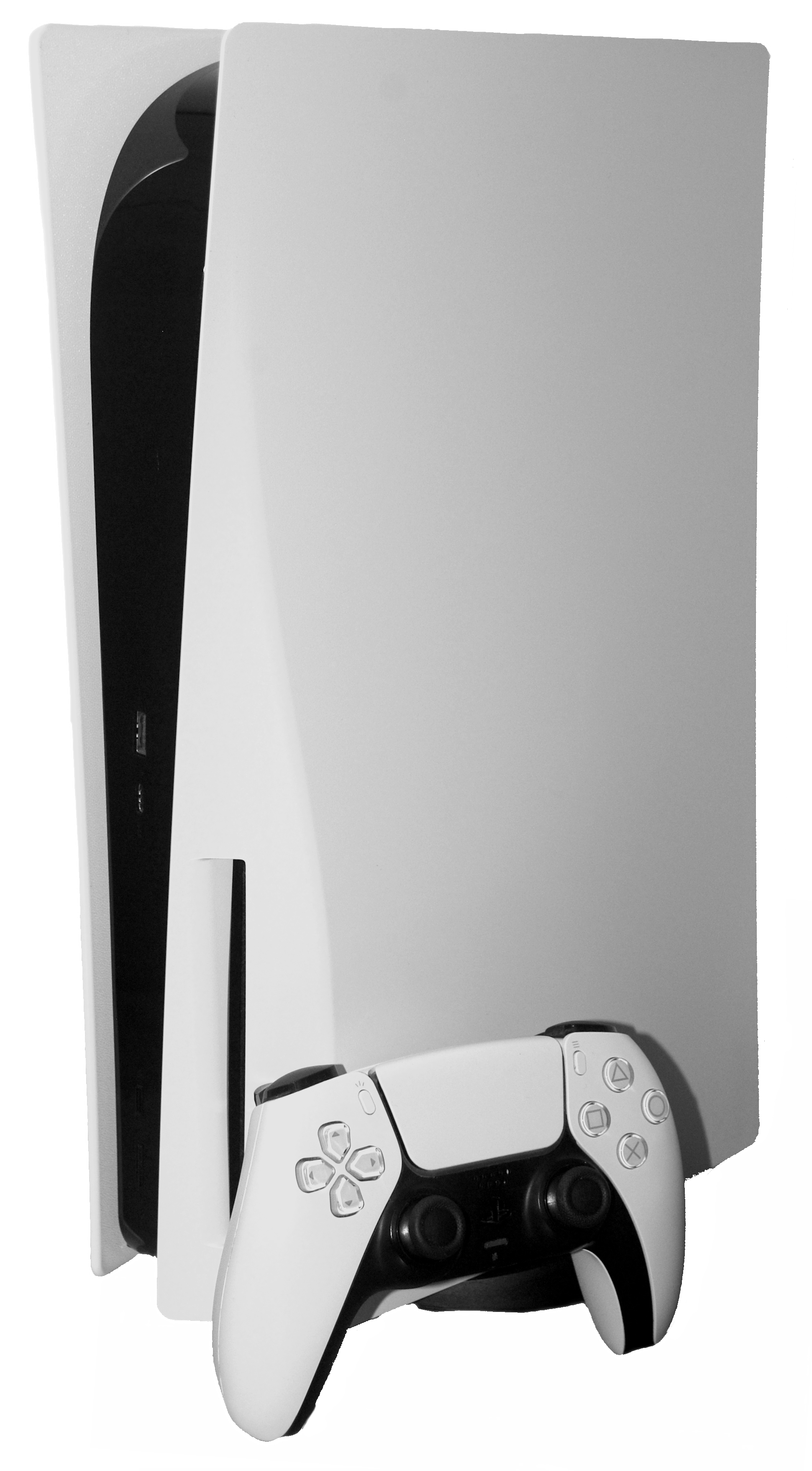
PlayStation 5 z kontrolerem DualSense.

Lista najlepiej sprzedających się gier na konsolę PlayStation 5, które sprzedano w co najmniej jednym milionie egzemplarzy.

## Lista
| Gra                         | Sprzedane egzemplarze | Seria            | Data premiery        | Gatunek                                    | Producent                              | Wydawca                                 |
| --------------------------- | --------------------- | ---------------- | -------------------- | ------------------------------------------ | -------------------------------------- | --------------------------------------- |
| Marvel's Spider-Man 2       | 11 milionów           | Spider-Man       | 20 października 2023 | przygodowa gra akcji                       | Insomniac Games                        | Sony Interactive Entertainment          |
| Black Myth: Wukong          | 5 milionów            | –                | 20 sierpnia 2024     | fabularna gra akcji                        | Game Science                           | Game Science                            |
| Ratchet & Clank: Rift Apart | 3,97 miliona          | Ratchet & Clank  | 11 czerwca 2021      | gra platformowa, strzelanka trzecioosobowa | Insomniac Games                        | Sony Interactive Entertainment          |
| Elden Ring                  | 3,79 miliona          | —                | 25 lutego 2022       | fabularna gra akcji                        | FromSoftware                           | Bandai Namco Entertainment FromSoftware |
| EA Sports FC 25             | 3,47 miliona          | EA Sports FC     | 27 września 2024     | gra sportowa                               | EA Vancouver EA Bucharest              | EA Sports                               |
| Final Fantasy XVI           | 3 miliony             | Final Fantasy    | 22 czerwca 2023      | fabularna gra akcji                        | Square Enix Creative Business Unit III | Square Enix                             |
| Forza Horizon 5             | ≈2,9 miliona          | Forza            | 29 kwietnia 2025     | gra wyścigowa                              | Playground Games                       | Xbox Game Studios                       |
| Monster Hunter Wilds        | 2,6 miliona           | Monster Hunter   | 28 lutego 2025       | fabularna gra akcji                        | Capcom                                 | Capcom                                  |
| Minecraft                   | 2,41 miliona          | Minecraft        | 20 października 2024 | sandbox, gra survivalowa                   | Mojang Studios                         | Xbox Game Studios                       |
| Astro Bot                   | 2,32 miliona          | —                | 6 września 2024      | gra platformowa                            | Team Asobi                             | Sony Interactive Entertainment          |
| Stellar Blade               | 2,1 miliona           | —                | 26 kwietnia 2024     | przygodowa gra akcji                       | Shift Up                               | Sony Interactive Entertainment          |
| Demon’s Souls               | 2,08 miliona          | —                | 12 listopada 2020    | fabularna gra akcji                        | Japan Studio Bluepoint Games           | Sony Interactive Entertainment          |
| The Last of Us Part I       | 2 miliony             | –                | 2 września 2022      | przygodowa gra akcji                       | Naughty Dog                            | Sony Interactive Entertainment          |
| Final Fantasy VII Rebirth   | 2 miliony             | Final Fantasy    | 23 stycznia 2024     | przygodowa gra akcji                       | Square Enix Creative Business Unit I   | Square Enix                             |
| Sea of Thieves              | ≈2 miliony            | —                | 30 kwietnia 2024     | przygodowa gra akcji                       | Rare                                   | Xbox Game Studios                       |
| Assassin’s Creed Shadows    | ≈1,8 miliona          | Assassin’s Creed | 20 marca 2025        | przygodowa gra akcji                       | Ubisoft Quebec                         | Ubisoft                                 |
| Grand Theft Auto V          | 1,56 miliona          | Grand Theft Auto | 15 marca 2022        | przygodowa gra akcji                       | Rockstar North                         | Rockstar Games                          |
| EA Sports FC 24             | 1,32 miliona          | EA Sports FC     | 29 września 2023     | gra sportowa                               | EA Vancouver EA Bucharest              | EA Sports                               |
| Elden Ring Nightreign       | 1,31 miliona          | —                | 30 maja 2025         | fabularna gra akcji                        | FromSoftware                           | Bandai Namco Entertainment FromSoftware |
| Clair Obscur: Expedition 33 | 1,3 miliona           | —                | 24 kwietnia 2025     | gra fabularna                              | Sandfall Interactive                   | Kepler Interactive                      |
| Returnal                    | 1,01 miliona          | —                | 30 kwietnia 2021     | strzelanka trzecioosobowa, roguelike       | Housemarque                            | Sony Interactive Entertainment          |